# Pohrebyschtsche
Pohrebyschtsche (ukrainisch Погребище; russisch Погребище Pogrebischtsche, polnisch Pohrebyszcze) ist eine Stadt im Nordosten der ukrainischen Oblast Winnyzja mit etwa 10.000 Einwohnern (2025).

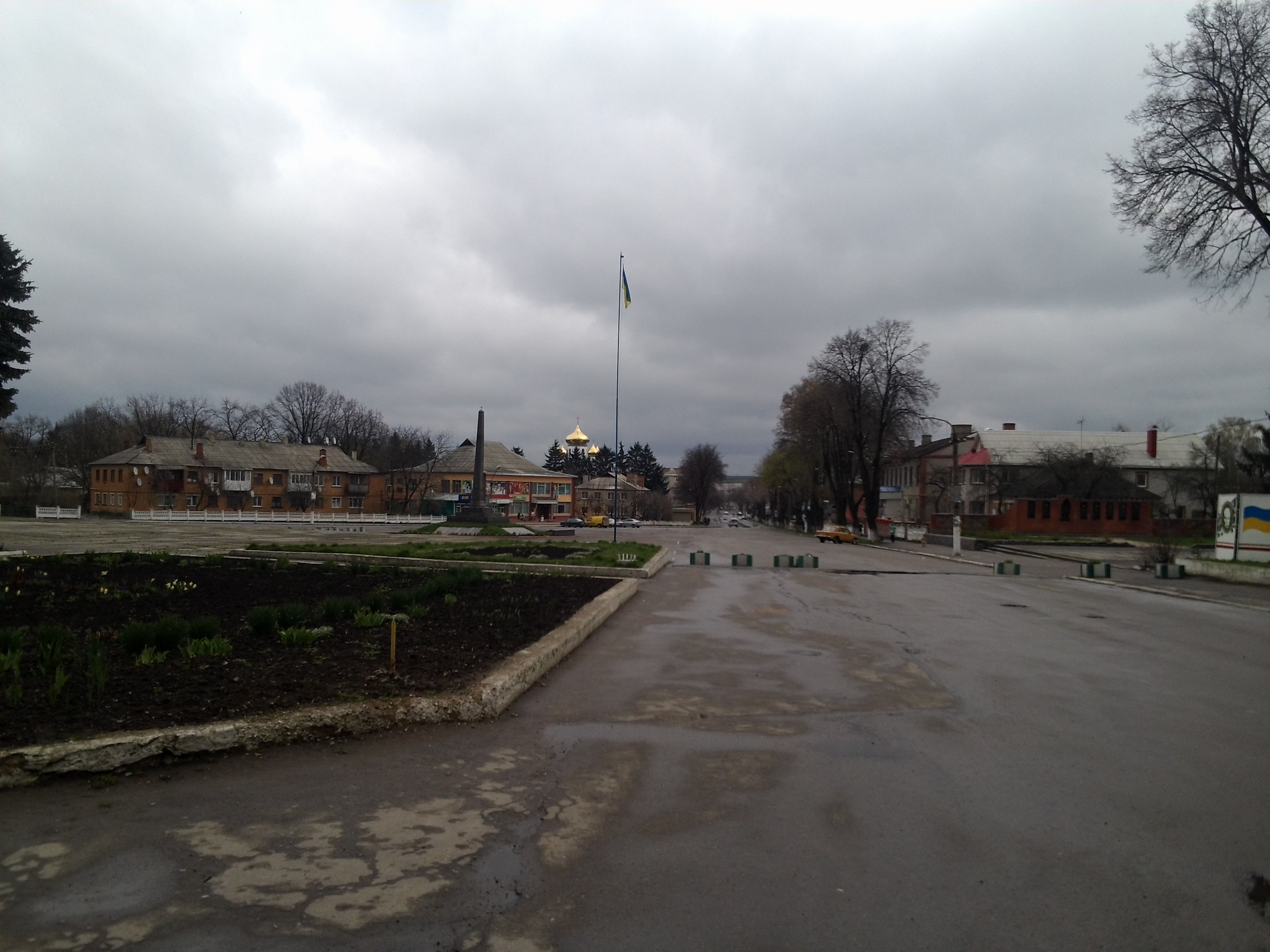
Blick in den Ort

## Geographische Lage
Die Stadt liegt etwa 64 Kilometer nordöstlich der Oblasthauptstadt Winnyzja am Ufer des Ros und war bis Juli 2020 das Verwaltungszentrum des gleichnamigen Rajons Pohrebyschtsche.

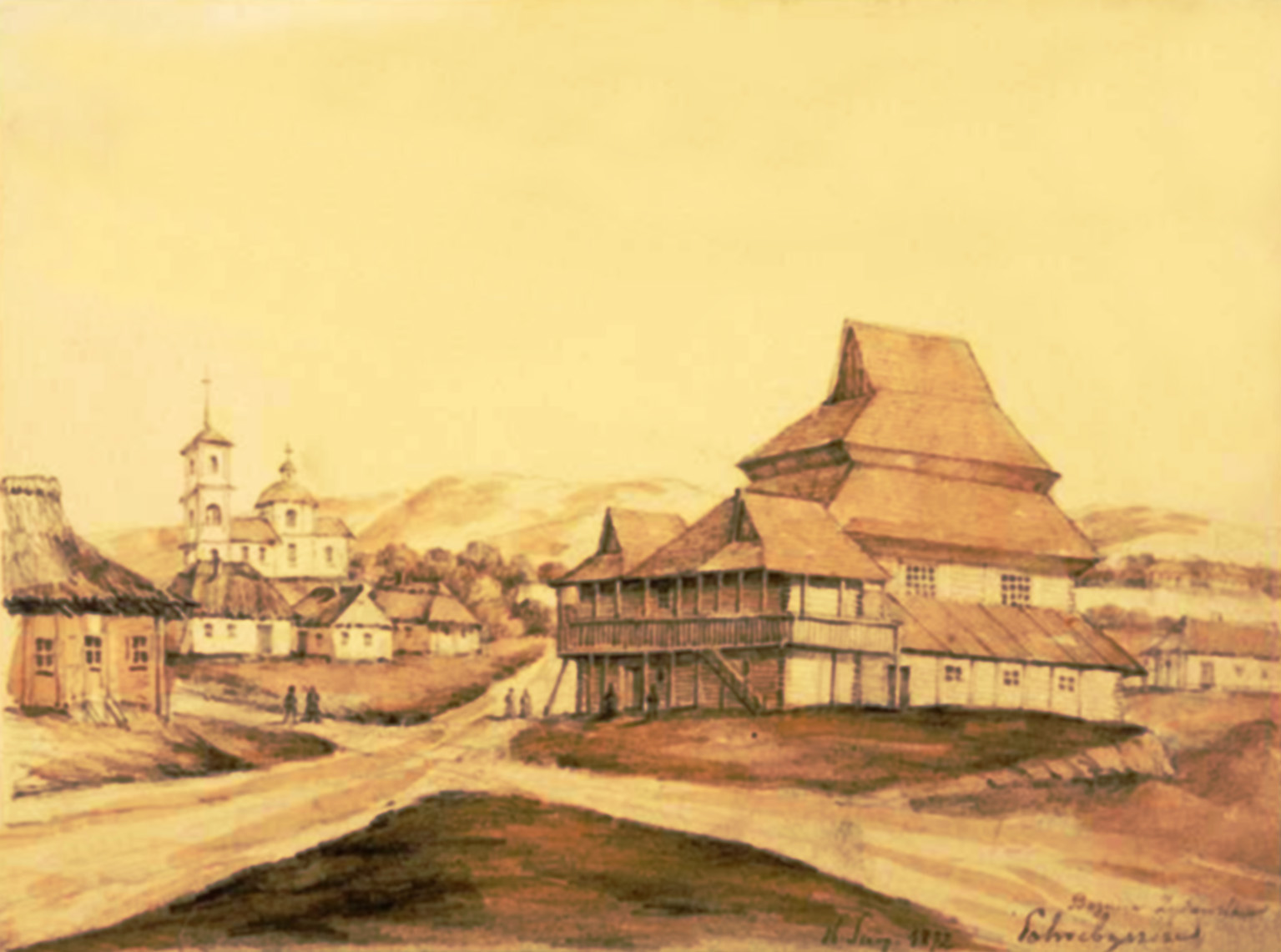
Napoleon Orda: Pohrebyschtsche (1872)

## Geschichte
Der Ort wurde um 1148 zum ersten Mal schriftlich erwähnt und gehörte zunächst in der Woiwodschaft Kiew zu Polen.
Während des Kosakenaufstands (1648–1657) und auch in den weiteren Kriegen des 17. Jahrhunderts wurde der Ort mehrfach durch Feuer zerstört und die Bewohner ermordet. Erst zu Beginn des 18. Jahrhunderts kehrte wieder Ruhe ein und es kam zu einem Aufschwung.
1795 wurde Pohrebyschtsche schließlich ein Teil des Russischen Reiches und lag im Gouvernement Kiew. 1938 bekam der Ort den Status einer Siedlung städtischen Typs, seit 1984 ist sie eine Stadt. Ende des 19. Jahrhunderts wurde nordöstlich des eigentlichen Ortes ein Bahnhof an einer neu errichteten Eisenbahnstrecke erbaut. Vom 17. bis 20. Jh. bestand eine Synagoge. Ein großer Teil der jüdischen Bevölkerung wurde im Zweiten Weltkrieg bei Massenerschießungen ausgelöscht.

## Verwaltungsgliederung
Am 12. Juni 2020 wurde die Stadt zum Zentrum der neugegründeten Stadtgemeinde Pohrebyschtsche (Погребищенська міська громада/Pohrebyschtschenska miska hromada). Zu dieser zählen auch die 55 in der untenstehenden Tabelle aufgelisteten Dörfer sowie die 4 Ansiedlungen Filjutka, Hryhoriwka, Pohrebyschtsche Druhe und Pohrebyschtsche Persche, bis dahin bildete sie die gleichnamige Stadtratsgemeinde Pohrebyschtsche (Погребищенська міська рада/Pohrebyschtschenska miska rada) im Zentrum des Rajons Pohrebyschtsche.
Am 17. Juli 2020 kam es im Zuge einer großen Rajonsreform zum Anschluss des Rajonsgebietes an den Rajon Winnyzja.
Folgende Orte sind neben dem Hauptort Pohrebyschtsche Teil der Gemeinde:
| Name                     | Name            | Name                                       |
| ukrainisch transkribiert | ukrainisch      | russisch                                   |
| ------------------------ | --------------- | ------------------------------------------ |
| Adamiwka                 | Адамівка        | Адамовка (Adamowka)                        |
| Andruschiwka             | Андрушівка      | Андрушевка (Andruschewka)                  |
| Babynzi                  | Бабинці         | Бабинцы (Babinzy)                          |
| Bilaschky                | Білашки         | Белашки (Belaschki)                        |
| Borschtschahiwka         | Борщагівка      | Борщаговка (Borschtschagowka)              |
| Buchny                   | ФілюБухнитка    | Бухны (Buchny)                             |
| Bulaji                   | Булаї           | Булаи (Bulai)                              |
| Burkiwzi                 | Бурківці        | Бурковцы (Burkowzy)                        |
| Bystryk                  | Бистрик         | Быстрик (Bystrik)                          |
| Dowhaliwka               | Довгалівка      | Довгалевка (Dowgalewka)                    |
| Dowschok                 | Довжок          | Должок (Dolschok)                          |
| Dsjunkiw                 | Дзюньків        | Дзюньков (Dsjunkow)                        |
| Filjutka                 | Філютка         | Филютка                                    |
| Hoptschyzja              | Гопчиця         | Гопчица (Goptschiza)                       |
| Hryhoriwka               | Григорівка      | Григоровка (Grigorowka)                    |
| Iwanky                   | Іваньки         | Иваньки (Iwanki)                           |
| Junaschky                | Юнашки          | Юнашки (Junaschki)                         |
| Krupoderynzi             | Круподеринці    | Круподеринцы (Krupoderinzy)                |
| Kuleschiw                | Кулешів         | Кулешов (Kuleschow)                        |
| Kurjanzi                 | Кур’янці        | Курьянцы (Kurjanzy)                        |
| Lewkiwka                 | Левківка        | Левковка (Lewkowka)                        |
| Lischtschynzi            | Ліщинці         | Лещинцы (Leschtschinzy)                    |
| Malynky                  | Малинки         | Малинки (Malinki)                          |
| Montschyn                | Мончин          | Мончин (Montschin)                         |
| Morosiwka                | Морозівка       | Морозовка (Morosowka)                      |
| Nadrossja                | Надросся        | Надросье (Nadrossje)                       |
| Nowofastiw               | Новофастів      | Новофастов (Nowofastow)                    |
| Obosiwka                 | Обозівка        | Обозовка (Obosowka)                        |
| Oserna                   | Озерна          | Озёрная (Osjornaja)                        |
| Ordynzi                  | Ординці         | Ордынцы (Ordynzy)                          |
| Otscheretnja             | Очеретня        | Очеретня (Otscheretnja)                    |
| Parijiwka                | Паріївка        | Париевка (Parijewka)                       |
| Pawliwka                 | Павлівка        | Павловка (Pawlowka)                        |
| Pedossy                  | Педоси          | Педосы                                     |
| Plyskiw                  | Плисків         | Плисков (Pliskow)                          |
| Pohrebyschtsche Druhe    | Погребище Друге | Погребище Второе (Pogrebischtsche Wtoroje) |
| Pohrebyschtsche Persche  | Погребище Перше | Погребище Первое (Pogrebischtsche Perwoje) |
| Popiwzi                  | Попівці         | Поповцы (Popowzy)                          |
| Roskopane                | Розкопане       | Раскопаное (Raskopanoje)                   |
| Sadoroschnje             | Задорожнє       | Задорожное (Sadoroschnoje)                 |
| Saraschynzi              | Саражинці       | Саражинцы (Saraschinzy)                    |
| Schyrmiwka               | Ширмівка        | Ширмовка (Schirmowka)                      |
| Sbarschiwka              | Збаржівка       | Збаржевка (Sbarschewka)                    |
| Skybynzi                 | Скибинці        | Скибинцы (Skibinzy)                        |
| Smarschynzi              | Смаржинці       | Смаржинцы (Smarschinzy)                    |
| Snischna                 | Сніжна          | Снежная (Sneschnaja)                       |
| Sopyn                    | Сопин           | Сопин (Sopin)                              |
| Sosniwka                 | Соснівка        | Сосновка (Sosnowka)                        |
| Spytschynzi              | Спичинці        | Спичинцы (Spitschinzy)                     |
| Stanyliwka               | Станилівка      | Станиловка (Stanilowka)                    |
| Starostynzi              | Старостинці     | Старостинцы (Starostinzy)                  |
| Stepanky                 | Степанки        | Степанки (Stepanki)                        |
| Swytynzi                 | Свитинці        | Свитинцы (Switinzy)                        |
| Talalaji                 | Талалаї         | Талалаи (Talalai)                          |
| Trawnewe                 | Травневе        | Травневое (Trawnewoje)                     |
| Tscheremoschne           | Черемошне       | Черемошное (Tscheremoschnoje)              |
| Wassylkiwzi              | Васильківці     | Васильковцы (Wassilkowzy)                  |
| Wesseliwka               | Веселівка       | Веселовка (Wesselowka)                     |
| Wyschniwka               | Вишнівка        | Вишнёвка (Wischnjowka)                     |

## Persönlichkeiten
- Israel Friedmann (1797–1850), chassidischer Rabbiner
- Ewelina Hańska (1801–1882), ukrainisch-polnische Adlige, Partnerin von Honoré de Balzac
- Michael Lev (* 3. Juli 1917; † 23. Mai 2013 in Rechovot), ukrainischer Schriftsteller
- Oleh Rybatschuk (* 1958), ukrainischer Politiker